# Socha

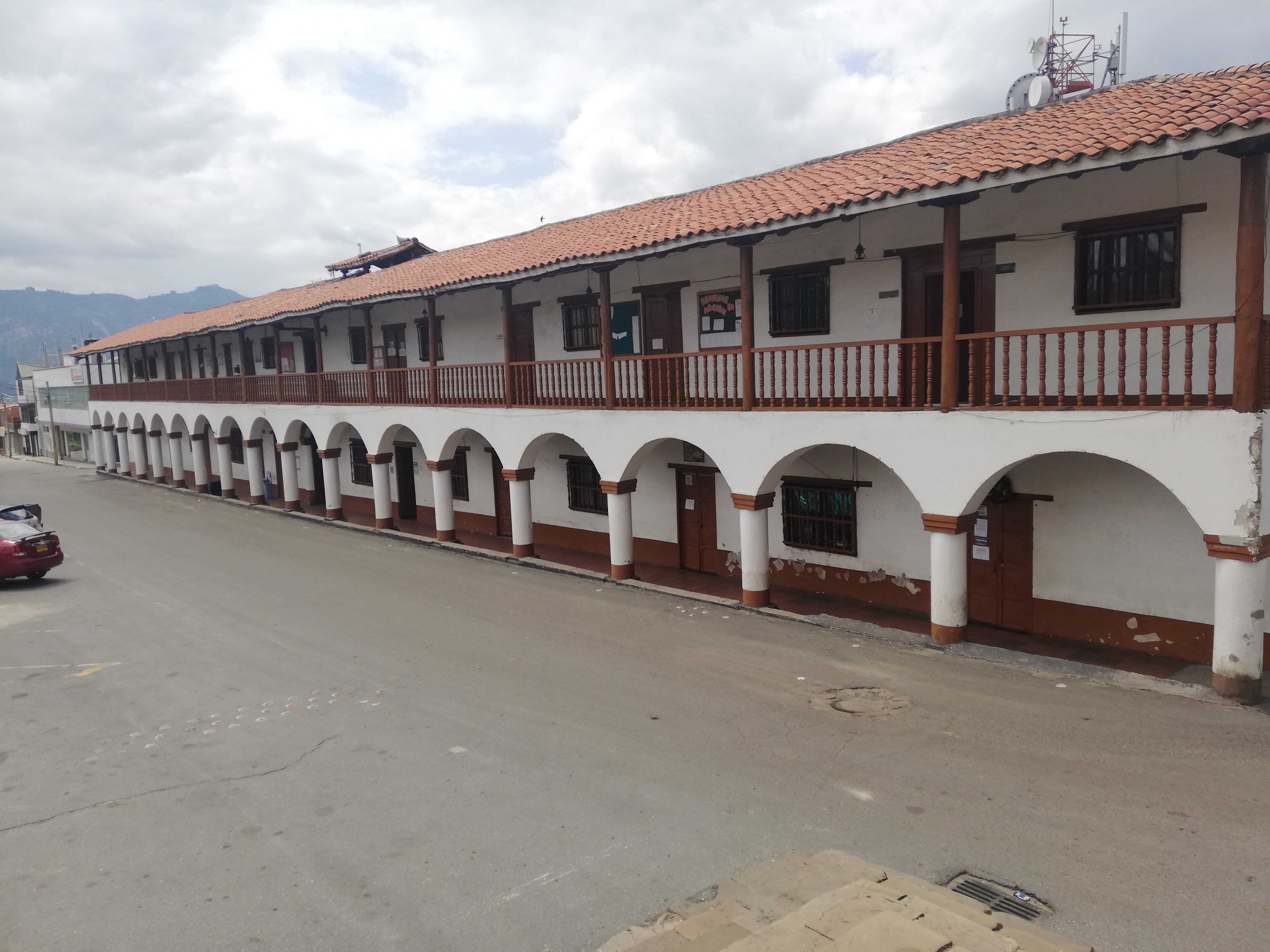
Casa consistorial sede de la alcaldía

Socha es un municipio colombiano, capital de la provincia de Valderrama, ubicada en el departamento de Boyacá. Se encuentra a 117 km de Tunja, la capital del departamento.  Se le conoce como "Villa Nodriza de la Libertad" y "La Tierra de Buena y Clara luna".

## Toponimia
En Lengua Chibcha, la palabra Sue evoca al Sol y la palabra Chia evoca a la Luna. De allí los orígenes del nombre del municipio, ya que la palabra Socha significa: “Tierra de buena y clara Luna”. Por todo lo anterior Socha es Reconocida como la “Tierra del Sol y clara Luna” para los que prefieren recordarla por su relevancia en la campaña libertadora, como la “Nodriza de la Libertad”.

## Geografía
Este municipio se conforma de 34 veredas. En la jurisdicción de este municipio se encuentra el área más grande del Parque nacional natural Pisba, así como su principal ruta de acceso.
El municipio limita al norte con Sativasur, al sur con Tasco, al oriente con Socotá y al occidente con Paz de Río.

## Barrios y veredas
Este municipio está constituido de 10 barrios y 15 veredas:

### Barrios
- 20 de julio
- Centenario
- Centro
- Los Alpes
- Los Libertadores
- Mundo Nuevo
- Santa Lucía y la Florida
- Santo Domingo
- Simón Bolívar
- Villa Nodriza
- 7 de Agosto

### Veredas
- Sagra Arriba
- Sagra Abajo
- La Laja
- El mortiño
- Anaray
- El Curital
- Bisvita
- El Boche
- La Chapa
- Waita
- El Alto
- El Pozo
- Anaray
- Socha Viejo
- Soraqui

## Historia
Sobre la existencia de Socha pueden determinarse varias épocas que involucran, la anterior a la antigua Socha, tierra habitadas por Bravos Nativos: Los Pirguas y Los Boches; la de la Socha Antigua (hoy Socha Viejo), recordada por su participación en la campaña Libertadora, ya que allí el pueblo auxilió al ejército de Francisco de Paula Santander y Simón Bolívar que luego de atravesar el páramo de Pisba, maltrecho y desnudo, fue recibido por sus habitantes, quienes se desvistieron en la casa de Dios para vestir a una patria recién nacida y; finalmente, la época de la Socha actual, que comienza en el año de 1870, cuando debido a los deslizamiento presentados en el sector de Sochaviejo, el centro urbano es trasladado al sector de Laguna Seca.
El sector de las veredas La Chapa, Sochaviejo, Waita y el Boche, por ser aledaños al denominado Sitio Histórico, adquieren relevancia por mantener Vestigios de épocas y tradiciones comuneras y emancipadoras. Ejemplo de ello son inscripciones y jeroglíficos encontrados a los alrededores de la cascada del Boche, el camino empedrado que conduce a la vereda, el caserío del sector histórico, donde aún se halla la iglesia donde se recibió y auxilió al ejército libertador y los restos del árbol donde este amarró su caballo; entre otras curiosidades históricas. Actualmente, el alcalde de socha es Oscar Antonio Hurtado Carvajal, el cual lleva poco más de un año en el cargo, y que en este año se ha visto envuelto en varios escándalos de corrupción y omisión a sus funciones, donde lo más destacado esque el municipio en febrero de 2025 no tiene un acceso seguro al casco urbano, esto por falta de gestion y la permisibilidad al debilitamiento estructural del puente "EL BOCHE"

## Turismo
Es fuente de riqueza cultural inmaterial, como leyendas y tradiciones que dan origen y se compilan en celebraciones como las Tradicionales festividades de la Virgen de la Candelaria, las cuales se realizan anualmente, para recordar la fe de sus habitantes y el orgullo heredado por la campaña libertadora.
Finalmente, el sector histórico del municipio de Socha goza de un clima agradable y parajes atractivos y placenteros, ideales para la realización de actividades al aire libre como caminatas, campin y paseos familiares. Las cristalinas aguas y la belleza de la cascada de la quebrada del Boche, hace de este un sitio encantador. Otro tanto puede decirse de los caseríos aledaños al sector histórico, como el Ensayadero, Socha Viejo, el Tirque y otros, que tienen la potencialidad de ofrecer al Turista alojamiento, alimentación, estaderos, piscinas y lugares aptos para la sana recreación.

## Emisoras de Socha
| Frecuencia | Teléfono   | Nombre        | Cadena              | Lema                       | Web            |
| ---------- | ---------- | ------------- | ------------------- | -------------------------- | -------------- |
| 94.1 FM    | 7 87 40 13 | Condor Stereo | Emisora Comunitaria | Uniendo Lazos de Hermandad | Sonido en vivo |

## Geografía
El municipio tiene su territorio sobre la Cordillera Oriental, es altamente quebrado con alturas que van sobre los 2000 m sobre el nivel del mar en la parte contigua al Río Chicamocha, hasta los 4000 m en la cuchilla Montecitos cercana a la Laguna de Socha. La extensión total del municipio es de 151 km², su topografía es altamente quebrada, con alturas que oscilan entre los 2000 y 4000 Metros sobre el nivel del mar, propenso a deslizamientos y derrumbes en tierras erosionadas secas y despobladas de vegetación arbórea. Sus características climáticas son predominantemente frías como quiera que 93.33 km² son de páramo y 47 km² de clima frío; solo los restantes 10 km² son considerados como de clima medio y cálido.

## Hidrografía
Por el Norte del Municipio corre el Río Chicamocha, siendo el límite con el Municipio de Paz de Río. Esta es la principal arteria fluvial hacia la cual convergen una serie de quebradas temporales pequeñas, que la mayor parte del año permanece seco. 
La red hídrica del Municipio está conformada por las Microcuencas de El Tirque y Ruchical, las cuales vierten sus aguas sobre la cuenca del Río Chicamocha. Estas dos microcuencas están conformadas por las Quebradas El Tirque, Río Cómeza, Quebrada El Ruchical y otras de menor importancia como El Boche, La Chapa, El Monte, La Cabrerita, Laureles, Peñitas, Los Cabritos y Blanquiscal. 
La quebrada El Trique corresponde a la subcuenca más importante, la que atraviesa el Municipio de norte a sur, desde su nacimiento en la Laguna de Socha hasta su desembocadura en el Río Chicamocha. En el Municipio de Socha, la mayor parte de las aguas producidas dirigen su cauce o se constituyen en vertientes del Río Chicamocha, es importante resaltar que entre las principales fuentes que abastecen al Municipio se encuentran la Quebrada del Trique que recorre más de la mitad del territorio y es fuente principal en los diferentes sistemas de regadío y captación del acueducto Municipal. Además se encuentra la Quebrada del Boche, Ruchical que posteriormente unen sus cauces formando el Río Cómeza, que actualmente sirve de límites con el Municipio de Socotá.
Es importante resaltar que existen otras Microcuencas tales como la Quebrada de la Chapa, la del Monte, Sagra, Cabrerita, Peñitas, Honda, Chiniscua, Los Laureles y Boche. El promedio anual de lluvias en esta región tiene una intensidad de 500 a 100 mm de precipitación. Como principal atractivo turístico y recurso hídrico se encuentra la Laguna de Socha, cuya naciente es la Laguna de los Patos, a la vez se proyecta como una de las alternativas más claras para el abastecimiento e implementación de diferentes sistemas de regadío que dará cobertura aproximada del 50% de las veredas que conforman este Municipio.

## Economía
En el municipio de Socha predominan los siguientes sectores económicos:

### Sector primario
Agricultura: Los principales cultivos son arveja, fríjol, papa, trigo  y maíz, para los cuales se estima en 483 ha las áreas sembradas. Igualmente se cuenta con cultivos de tomate, cebada, ajo, cebolla, habichuela, haba, caña de azúcar y guayaba, aunque en pequeñas proporciones. La característica de todos estos cultivos es su bajo volumen de producción, la falta de tecnología de punta y la falta de asesoría y acompañamiento en los procesos agrícolas. Se tienen proyectos productivos tales como la producción de durazno y uva.
Ganadería. Comprende producción bovina, producción porcina y otras especies. Actualmente se están fomentando otros sectores como la exploración de criaderos (de trucha, conejos) y la conformación de cooperativas agropecuarias y de fruticultura.
Minería: La explotación minera está localizada principalmente en las Veredas de la Chapa, El Pozo, Sagra Abajo, Sagra Arriba, Bisvita, Mortiño, Sochuelo y Curital. En la Mina de la Chapa, Acerías Paz de Río explota carbón térmico en forma técnica, las demás explotaciones referidas en las zonas mineras se explotan medianamente tecnificadas y de manera artesanal. utilizadas para la industria alfarera con el debido manejo técnico de explotación y control ambiental. Igualmente, se encuentran yacimientos de materiales para construcción como arenas, material de recebo, rocas de liditas y calizas entre otras. Socha, se ha convertido en los últimos años en un municipio donde se desarrolla en alto grado la actividad minera, pero esto ha traído como consecuencia la incrementación de los procesos erosivos, por la desestabilización de los suelos, producto en algunos casos de procesos antitécnicos para la extracción de los minerales, esto conviertiendo a Socha en un municipio con un alto grado de contraminacion, ya que no realizan una compensacion ambiental debida.

### Sector secundario
En Socha este sector de la economía es muy incipiente y solo se desarrollan algunas actividades como confecciones, ornamentación y artesanías.

### Sector terciario
Comprende las actividades comerciales, de servicios y de economía informal. El Municipio cuenta con 256 establecimientos que realizan esta clase de actividades, siendo todas microempresas y las cuales satisfacen la demanda no solo del sector urbano y rural de la localidad, sino además cerca del 50% de las necesidades de la provincia.